# 벨렌 쿠에스타
벨렌 쿠에스타(Belén Cuesta, 1984년 1월 24일 ~ )는 스페인의 배우이다. 영화 《디 엔들리스 트렌치》를 통해 2019 고야상 시상식에서 여우주연상을 수상했다.

## 출연 작품
- 더 피플 업스테어스 (2020)
- 더 엔들리스 트렌치 (2019)
- 아무튼, 우리 (2019)
- 라 야마다 (2017)
- 위 니드 투 토크 (2016)
- 엘 프레곤 (2016)
- 키키, 러브 투 러브 (2016)